# Сретенский храм (Дрогичин)
Сретенская церковь — приходской православный храм в городе Дрогичин Брестской области Белоруссии. Относится к Брестской епархии Белорусского экзархата Русской православной церкви.

## История
Деревянный храм был построен в 1862 году по проекта архитектора Т. Савича. Прежняя деревянная церковь к середине XIX века пришла в упадок (была выстроена в стиле барокко с двухбашенным главным фасадом трёхнефного ярусного объёма).

## Архитектура
Четырёхстенный бревенчатый сруб с двускатной крышей. К главному фасаду пристроена трёхъярусная четвериковая колокольня, завершённая шатром с луковичной главкой. Главный вход оформлен крыльцом с двускатным навесом на двух столбах. Боковые фасады горизонтально обшиты досками, расчленены вертикальными брусьями-стяжками и оконными проёмами.

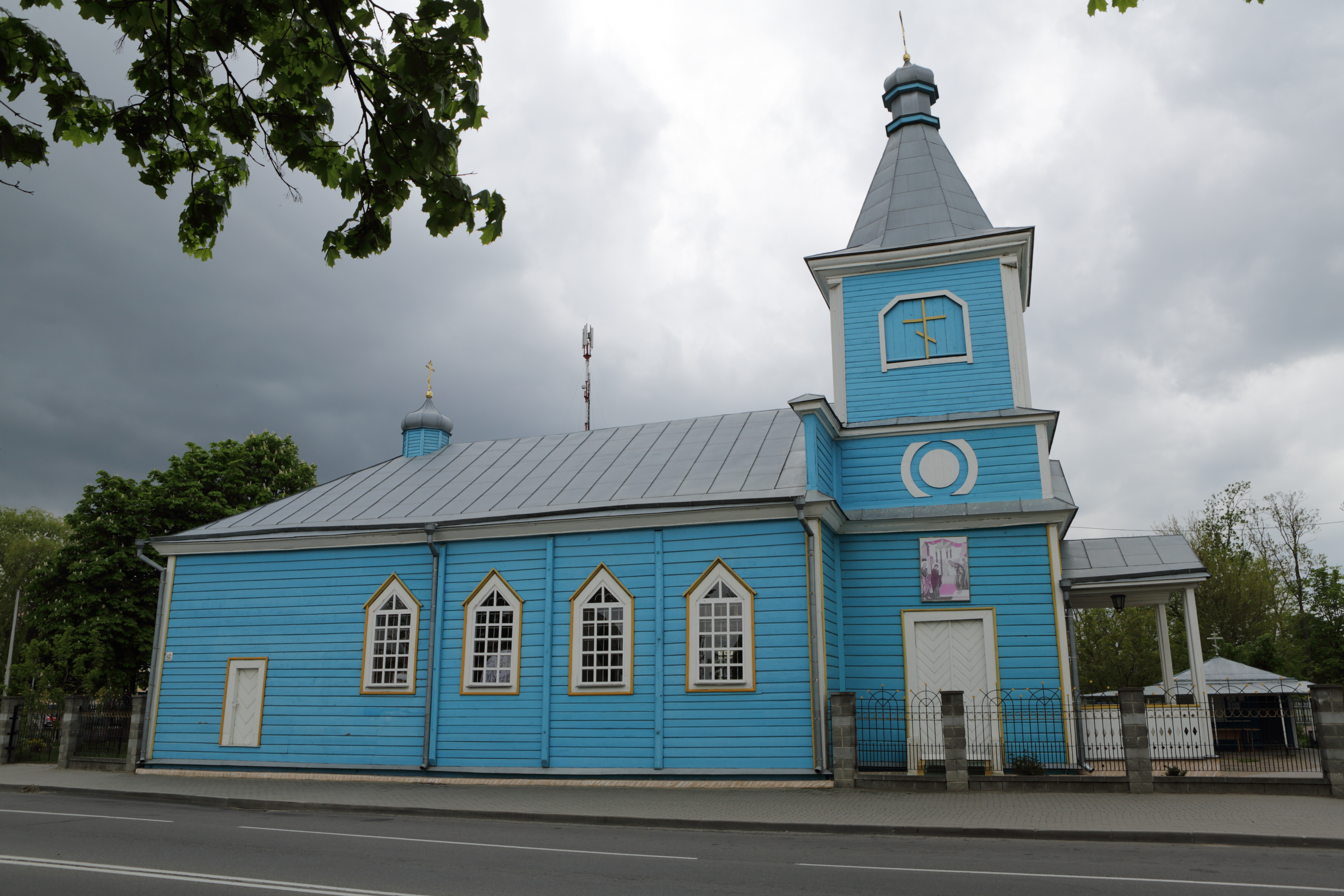
Церковь в 2014 году.

## Интерьер
При входе хоры на двух столбах. В храме находятся иконы XIX века: «Спас Вседержитель», «Богоматерь Остробрамская», «Сретение» и другие.